# Сомін
Сомін (кор. 소민; справжнє ім'я — Чон Сомін, кор. 전소민; нар. 22 червня 1996, Сеул, Південна Корея) — південнокорейська співачка, реперка та танцюристка, учасниця ко-ед групи KARD під лейблом DSP Media. Відома своїм унікальним вокалом, харизматичним репом та енергійною сценічною присутністю.

## Біографія

### Ранні роки та початок кар'єри
Чон Со Мін народилася 22 серпня 1996 року в Сеулі, Південна Корея. З дитинства цікавилася музикою та танцями, що призвело її до стажування в DSP Media. Спочатку вона готувалася дебютувати в жіночій групі Puretty (2012), але гурт розпався до офіційного дебюту. Пізніше вона була учасницею проєкту KARD з моменту його створення.

### Дебют уKARD
У грудні 2016 року DSP Media анонсували нову ко-ед групу KARD, до складу якої увійшли Сомін, Джісун, BM та Джівоо. Група отримала популярність ще до офіційного дебюту завдяки попереднім релізам: «Oh NaNa» (2016), «Don't Recall» (2017) та «Rumor» (2017).
Офіційний дебют відбувся 19 липня 2017 року з мініальбомом «Hola Hola». Сомін відзначилася як головна вокалістка та реперка, беручи участь у написанні текстів пісень.

### Сольна діяльність
Окрім участі в KARD, Сомін також брала участь у різних музичних проєктах, зокрема у співпраці з іншими артистами. У 2020 році вона випустила сольну пісню «No Make Up», яка демонструє її вокальні можливості та артистичну індивідуальність.

## Дискографія
- No Make Up (2020)